# آبي ووكر
آبي ووكر (بالإنجليزية: Abby Pivaronas)‏ هي عارضة وممثلة أمريكية، ولدت في 8 أبريل 1987 في شيكاغو في الولايات المتحدة.

## وصلات خارجية
- الموقع الرسمي
- آبي ووكر على موقع IMDb (الإنجليزية)
- آبي ووكر على موقع ألو سيني (الفرنسية)
- آبي ووكر على موقع قاعدة بيانات الفيلم (الإنجليزية)